# Eik Skaløe
Eik Bjarne Skaløe (født Sørensen, 28. maj 1943 – 15. oktober 1968) var en dansk musiker, sanger og tekstforfatter i gruppen Steppeulvene, der stod som eksponent for hippiebevægelsen sidst i 1960'erne.

## Liv og karriere
Skaløe voksede op i Københavns nordvestkvarter. I 1962-63 var han aktiv i Kampagnen mod Atomvåben og som redaktør af tidsskriftet Alternativ. Herefter gled det politiske i baggrunden til fordel for beatniktilværelsens rejseliv, digtning og eksperimenter med stoffer, som endte i afhængighed. Senere modtog han en af landets første narkotikadomme og fængsling.
Op igennem 1960'erne var Eik Skaløe kæreste med Halfdan Rasmussens datter, Iben Nagel Rasmussen (født 14. maj 1945 i København), som har udgivet bogen "Breve til en Veninde" (1993 – Lindhardt og Ringhof). Denne bog bygger på breve fra Eik Skaløe til Iben Nagel Rasmussen skrevet på nogle af Skaløes mange udlandsrejser. Bogen er i 2012 genudgivet på Gyldendals forlag.
I 1966 grundlagde Skaløe sammen med Stig Møller Steppeulvene. Året efter udgav gruppen den legendariske kultplade HIP, og en af de sidste gange de sås samlet, var ved den store Love In i Kongens Have den 23. juli 1967. Da Skaløe i sensommeren eller det tidlige efterår 1967 forlod Danmark med kurs mod Afghanistan/Nepal, var tanken, at Steppeulvene skulle fortsætte med at spille og fremføre hans tekster, uden at han selv deltog direkte. Det blev dog kun til nogle få koncerter, inden gruppen gik i opløsning omkring årsskiftet.
Skaløe begik selvmord som 25-årig i oktober 1968 ved byen Ferozepore på grænsen mellem Indien og Pakistan. Ifølge bogen Ønsket om ordliv, som er en samling af Skaløes digte med kommentarer af hans søster, blev der ved hans side fundet en taske og afskedsbreve til familien og til dem, der måtte finde ham. I bogen er der et billede af hans afskedsbrev. I brevet står:
| Citat | For the officials: As I guess you know - this suicide is decided & carried out by myself. * noone is to blame, except the cruel person inside me * forgive me Eik Skaløe | Citat |
|       | |       |

## Eik Skaløes Plads
Som et minde om Eik Skaløe er der navngivet en plads med navnet Eik Skaløes Plads på Christianshavn.